# Спасательная операция в Уттаракханде
12 ноября 2023 года в 5:30 по местному времени в ходе строительства обвалилась часть туннеля Силкьяра Бенд — Баркот, который по плану должен был соединить национальное шоссе № 134 в округе Уттаркаши штата Уттаракханд, Индия. В ловушке оказался 41 рабочий.
Правительство штата немедленно начало спасательную операцию, в которой приняли участие ряд государственных управлений, в том числе Силы быстрого реагирования и полиция штата, сапёры из Корпуса сапёров индийской армии, отдел Шивалик из Организации приграничных дорог. Также были привлечены силы многочисленных частных организаций, включая австралийских специалистов по туннелям Арнольда Дикса и Криса Купера.
Строительство туннеля Силкьяра Бенд — Баркот вела компания Navayuga Engineering Construction Limited (NECL) под надзором правительственной госкомпании National Highways and Infrastructure Development Corporation Limited (NHIDCL). Строительство было частью проекта по прокладке всепогодных дорог по маршруту Чота-чардхам. Туннель длиной в 4,5 км должен был соединить города Дхарасу на южном конце и Ямунотри на северном конце. После окончания  строительства путь сократится на 20 км.  Вход в туннель находится у Ямунотри на окончании национального шоссе № 134.

## Ход событий
12 ноября 2023 года, примерно в 5:30, находящаяся в процессе стройки часть туннеля Силкьяра Бенд – Баркот длиною 60 метров, расположенная примерно в 200 метрах от входа в туннель, обвалилась. 41 рабочий попал в ловушку. На место происшествия выехала команда геологов из государственных учреждений штата и образовательных заведений, чтобы определить причину обвала. Согласно дознавателям в туннеле вообще не было эвакуационных выходов, а сам туннель был построен на месте геологического разлома. Он располагается недалеко от Главного центрального надвига Гималаев, который является крупным геологическим разломом и обычно считается зоной сдвига. Согласно заявлению сделанному Организацией приграничных дорог туннель был проложен под крайне неустойчивой скальной массой, сложенной из алевролита и филлитов.
Правительство штата предприняло операцию «Зиндаги» (Жизнь) для спасения рабочих. К 16 ноября были пущены в дело два тоннелепроходческих комплекса (первый продвигался недостаточно быстро и на место был привезён второй, разобранный на три части.) Команда спасателей связалась со спасателями, принимавшими участие в спасении школьников из затопленной в 2018 году пещеры Тхамлуангнангнон в Таиланде.
Продвижение через завалы в туннеле было остановлено 17 ноября после того как послышались звуки растрескивания. Спасатели проложили проходы, параллельные главному туннелю. Были проложены три трубы: по одной поступал кислород, по другой пища, а по третьему шириной в 15 см доставлялась горячая пища и была введена эндоскопическая камера. К 19 ноября Организация  приграничных дорог проложила дорогу в 1,15 км к холму над туннелем, согласно планам просверлить вертикальные проходы.
22 и 23 ноября произошли задержки в бурении, а 23 ноября потребовался серьёзный ремонт буровой установки и её платформы. Считалось что спасателям удалось пройти 75 % пути через завалы. 25 ноября буровая установка сломалась и заблокировала туннель после того как успешно прошла 47 метров. Спасатели решили работать вручную, чтобы пробиться через завалы к рабочим. Считалось что машина сломалась в 9 метрах от окончания завалов. Австралийский эксперт по туннелям Арнольд Дикс предупредил, что спасатели должны пробиваться осторожно.
27 ноября были ускорены работы по прокладке альтернативных туннелей к рабочим. Работники компании Satluj Jal Vidyut Nigam просверлили у Силкьяры вертикальную шахту на глубину в 32 метра а компания Rail Vikas Nigam. проложила ещё одну трубу чтобы снабжать попавших в ловушку рабочих. Компания THDC India Limited предприняла бурение со стороны туннеля у Баркота, успешно пройдя 12 метров. Компания Oil and Natural Gas Corporation приготовилась проложить вертикальную шахту.
28 ноября спасателям удалось пробиться к рабочим и протянуть к ним трубу. Спасатели эвакуировали рабочих по одному на носилках, процесс занял несколько часов.
В 20:50 по местному времени правительство штата подтвердило, что все 41 рабочих были успешно эвакуированы. Главный министр штата Пушкар Сингх Дхами и министр шоссе и дорожного транспорта В.К. Сингх посетили место работ, где поприветствовали спасённых рабочих.
Сообщалось, что спасённые рабочие находятся в хорошем состоянии, их доставили в медицинское учреждение в Чиньялисауре для первичного обследования. Для них была выделена 41 машина скорой помощи.
29 ноября 41 спасённый рабочий были доставлены на вертолётах ВВС Индии «Чинук» в госпиталь AIIMS Rishikesh  для дальнейшего обследования.

## Причины и последствия
Правительство штата собрало комитет из шести экспертов для расследования причины обвала туннеля. Комитет возглавляет директор Центра штата по смягчению последствий и управлению оползнями.
22 ноября Национальное управление автомобильных дорог Индии выпустило заявление, проведёт проверку безопасности всех 29 туннелей, строящихся в настоящее время по всей стране, с привлечением команды экспертов по туннелям из Delhi Metro Rail Corporation.
Президент Индии Драупади Мурму и премьер-министр Индии Нарендра Моди выразили удовлетворение в связи с успешным спасением и пожелали спасённым рабочим доброго здоровья. Они также отметили усилия многочисленных организаций и людей, участвовавших в спасательной операции.
Австралийский высокий комиссар в Индии Филипп Грин и премьер-министр Австралии Энтони Албаниз поздравили индийские правительственные организации за спасение 42 рабочего и также выразили похвалу Диксу за проведение технической экспертизы.